# Uzbekistan
Uzbekistan (phiên âm tiếng Việt: "U-dơ-bê-ki-xtan"), tên chính thức Cộng hòa Uzbekistan (tiếng Uzbek: O‘zbekiston Respublikasi), là một quốc gia nằm kín trong lục địa tại Trung Á, trước kia từng là một phần của Liên bang Xô viết. Nước này có chung biên giới với Kazakhstan ở phía tây và phía bắc, Kyrgyzstan và Tajikistan ở phía đông, và Afghanistan cùng Turkmenistan ở phía nam. Dân số hiện tại của quốc gia này là hơn 37,5 triệu người . Cộng hòa Uzbekistan bao gồm 12 vùng, thành phố Tashkent và Cộng hòa Karakalpakstan và là một nước cộng hòa tự trị. Uzbekistan là thành viên của CIS, LHQ, Tổ chức An ninh và Hợp tác châu Âu và SCO. Tiếng Uzbek, được người Uzbek nói, là ngôn ngữ nhà nước, được phần lớn dân số nói, trong khi Tiếng Nga là ngôn ngữ thiểu số quan trọng. Hồi giáo là tôn giáo chính và phần lớn người Uzbek theo đạo Hồi giáo Sunni.
Lãnh thổ hiện tại của Uzbekistan trong thời cổ đại là một phần của vùng nói ngữ chi Iran của Transoxiana, với các thành phố như Samarkand, Bukhara, và Khiva mà đã trở nên thịnh vượng nhờ Con đường tơ lụa. Những người định cư đầu tiên đến lãnh thổ này được gọi là những người Scythia. Các nền văn minh sớm nhất bao gồm Khwarezm (thế kỷ VIII-VI TCN), Bactria (thế kỷ VIII-VI TCN), Sogdiana (thế kỷ VIII-VI TCN), Fergana (thế kỷ III TCN - thế kỷ VI), và Margiana (thế kỷ III TCN - thế kỷ VI), do những bộ lạc Tây Iran lập ra.
Khu vực này được nhập vào Đế quốc Ba Tư, và sau đó sụp đổ với cuộc chinh phục của người Hồi giáo vào thế kỷ thứ VII, biến phần lớn dân số thành tín đồ Hồi giáo. Sau sự kế nhiệm của các vua địa phương nhà Khwarezm-Shah trong thế kỷ XI, vùng này đã thất thủ trước cuộc xâm lược của Mông Cổ vào thế kỷ XIII. Thành phố Shahrisabz là nơi sinh của Thiếp Mộc Nhi, người trong thế kỷ XIV thành lập nhà Timur và tự tuyên bố là Đế Chế Tối cao Turan. Vùng này sau đó bị quân Uzbek Shaybanid chinh phục trong thế kỷ XVI, di chuyển trung tâm quyền lực từ Samarkand tới Bukhara. Khu vực này được chia thành ba nhà nước: Hãn quốc Khiva, Hãn quốc Kokand, và Tiểu Vương quốc Bukhara.
Nó đã được dần dần kết hợp vào Đế quốc Nga trong thế kỷ XIX, với Tashkent trở thành trung tâm chính trị của Turkestan thuộc Nga. Năm 1924, sau khi phân định quốc gia, nước cộng hòa cấu thành Liên Xô được biết đến với cái tên Cộng hòa Xã hội chủ nghĩa Xô viết Uzbekistan được thành lập. Sau khi Liên Xô tan rã, quốc gia này tuyên bố độc lập với tên mới Cộng hòa Uzbekistan vào ngày 31 tháng 8 năm 1991.

## Lịch sử

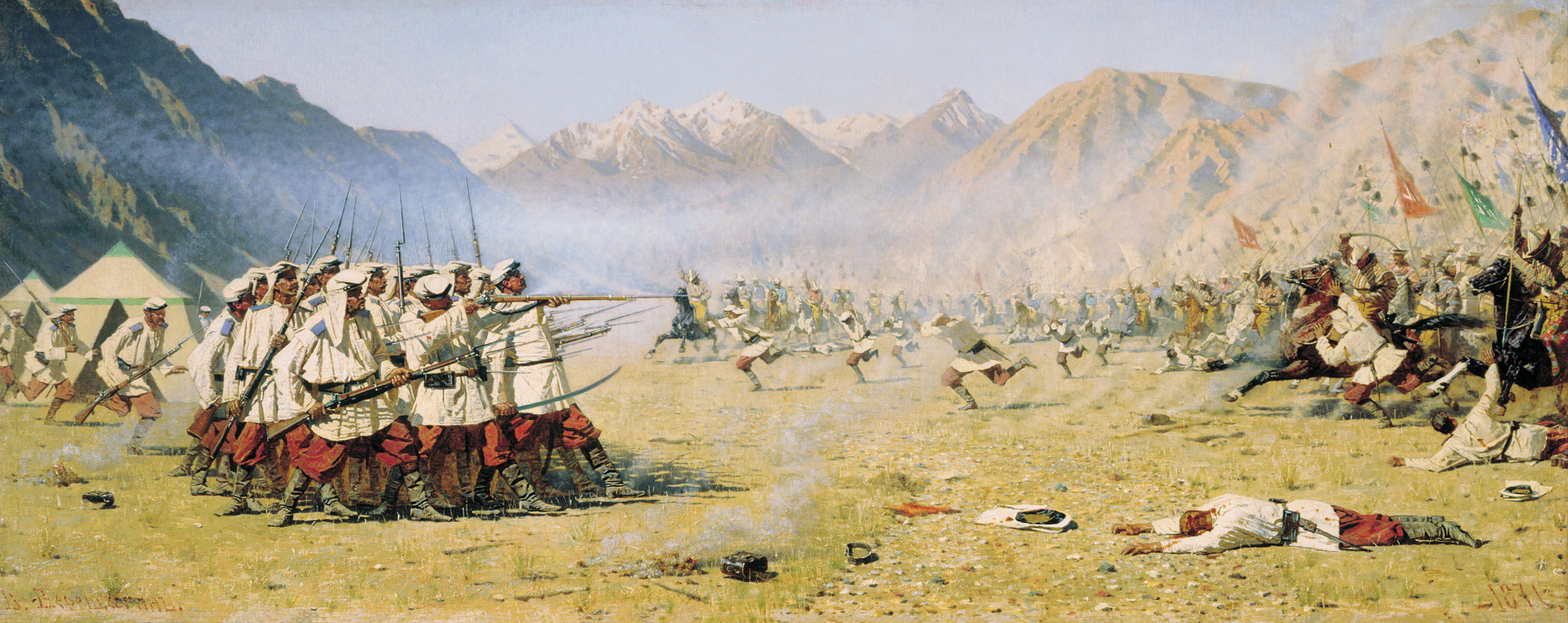
Người Nga bị quân Khiva đánh bại ở Uzbekistan, Trung Á năm 1871

Vùng đất Uzbekistan có người ở từ hai nghìn năm trước Công nguyên. Có nhiều di tích về những công cụ và công trình của loài người từ thời kỳ sớm tại các vùng Ferghana, Tashkent, Bukhara, Khorezm (Khwarezm, Chorasmia) và Samarkand.
Alexandros Đại Đế chinh phục Sogdiana và Bactria năm 327 trước Công nguyên, cưới Roxana, con gái của vị thủ lĩnh Bactrian địa phương. Tuy nhiên, cuộc chinh phục được cho là không mang lại nhiều kết quả cho Alexandros bởi những cuộc kháng chiến của người dân địa phương khá mãnh liệt, khiến quân đội của Alexandros bị sa lầy trong vùng.
Trong nhiều thế kỷ vùng Uzbekistan nằm dưới quyền cai trị của các Đế chế Iran như Đế chế Parthian và Sassanid.
Ở thế kỷ XIV, Timur, thường được gọi là Tamerlane ở phương tây, nổi lên thay thế người Mông Cổ và xây dựng một đế chế. Trong các chiến dịch quân sự của mình, Tamerlane đã tiến xa tới tận Trung Đông. Ông đánh bại Hoàng đế Đế chế Thổ Nhĩ Kỳ Ottoman Bayezid I. Bayezid bị bắt và chết trong khi bị giam cầm. Tamerlane tìm cách xây dựng thủ đô đế chế của mình tại Samarkand. Ngày nay Tamerlane được coi là một trong những anh hùng vĩ đại nhất của Ụzbekistan, là người đóng vai trò quan trọng trong lịch sử và đặc tính quốc gia. Sau sự sụp đổ của Đế chế Timurid, những người du mục Uzbek đã chinh phục vùng này.
Ở thế kỷ XIX, Đế chế Nga bắt đầu mở rộng và kéo dài tới tận Trung Á. Giai đoạn "Great Game" nói chung được coi là bắt đầu từ khoảng năm 1813 cho tới Hiệp ước Anh Nga năm 1907. Sau cuộc cách mạng của những người Bolshevik năm 1917, một thời kỳ ổn định hơn diễn ra. Đầu thế kỷ XIX, một vùng đất khoảng 2.000 dặm (3.200 km) chia cắt Ấn Độ thuộc Anh và những vùng xa xôi của nước Nga Sa Hoàng. Đa số vùng đất đệm này còn chưa được vẽ bản đồ.
Tới đầu thế kỷ XX, Trung Á đã hoàn tay rơi vào tay người Nga dù một số cuộc kháng chiến chống người Bolsheviks có xảy ra trong thời kỳ đầu, Uzbekistan và phần còn lại của Trung Á trở thành một phần của Liên bang Xô viết. Ngày 31 tháng 8 năm 1991, Uzbekistan bất đắc dĩ tuyên bố độc lập, và ngày 1 tháng 9 trở thành ngày quốc khánh.
Nước này hiện đang tìm cách dần giảm sự phục thuộc vào nông nghiệp - đây là nước xuất khẩu bông lớn thứ hai thế giới - trong khi vẫn phát triển các nguồn tài nguyên khoáng sản và dầu mỏ.

## Địa lý

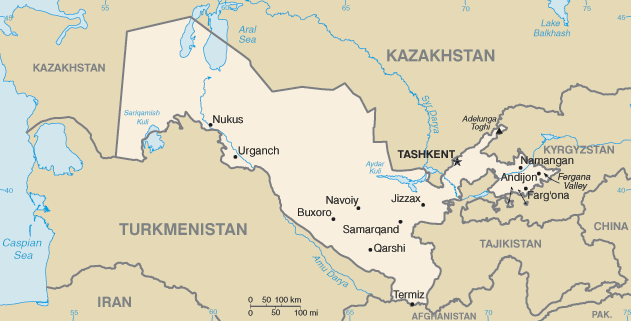
Bản đồ Uzbekistan

Uzbekistan có diện tích 447.400 kilômét vuông. Đây là nước lớn thứ 56 trên thế giới.
Uzbekistan trải dài 1.425 kilômét từ tây sang đông và 930 kilômét từ bắc tới nam. Giáp biên giới với Turkmenistan ở phía tây nam, Kazakhstan và Biển Aral ở phía bắc, và Tajikistan cùng Kyrgyzstan ở phía nam và phía đông, Uzbekistan không phải là một trong những nước lớn nhất vùng Trung Á nhưng là quốc gia Trung Á duy nhất giáp biên giới với tất cả bốn nước kia. Uzbekistan cũng giáp biên giới với Afghanistan ở phía nam.
Uzbekistan là một quốc gia nằm kín trong lục địa; 10% lãnh thổ nước này có thể trồng trọt thâm canh nhờ nước tưới tiêu từ các lưu vực sông. Đây là một trong hai quốc gia duy nhất chỉ giáp với các quốc gia nội lục khác - nước kia là Liechtenstein; song trường hợp của Uzbekistan không rõ ràng do họ giáp biên giới với hai nước (Kazakhstan ở phía bắc và Turkmenistan ở phía nam) giáp với Biển Caspi kín trong lục địa nhưng từ đây tàu thủy có thể đi tới Biển Azov và từ đó tới Biển Đen, Địa Trung Hải và các đại dương khác.
Điểm cao nhất tại Uzbekistan là Adelunga Toghi ở độ cao 4.301 mét (14.111 ft).
Khí hậu Cộng hòa Uzbekistan là khí hậu lục địa, với lượng mưa hàng năm khoảng 100-200 milimét. Nhiệt độ trung bình mùa hè thường khoảng 400C, mùa đông khoảng -230C.
Các thành phố lớn gồm: Bukhara, Samarqand và Tashkent.

## Hành chính
Uzbekistan được chia thành mười hai tỉnh (viloyatlar, số ít viloyat; viloyati từ ghép, ví dụ Toshkent viloyati, Samarqand viloyati, vân vân), một nước cộng hòa tự trị (respublika; respublikasi từ ghép, ví dụ Qaraqalpaqstan Avtonom Respublikasi, Karakalpakistan Cộng hòa Tự trị, vân vân), và một thành phố độc lập (shahar; shahri từ ghép, ví dụ thành phố Tashkent, Toshkent shahri). Các tên được đặt theo ngôn ngữ Uzbek, dù nhiều biến thể trong khi dịch qua ngôn ngữ khác vẫn tồn tại.
| Phân loại                   | Thành phố thủ phủ   | Diện tích (km²) | Dân số    | Key |
| --------------------------- | ------------------- | --------------- | --------- | --- |
| Andijon Viloyati            | Andijon             | 4.200           | 1.899.000 | 2   |
| Buxoro Viloyati             | Buxoro (Bukhara)    | 39.400          | 1.384.700 | 3   |
| Farg'ona Viloyati           | Farg'ona (Fergana)  | 6.800           | 2.597.000 | 4   |
| Jizzax Viloyati             | Jizzax              | 20.500          | 910.500   | 5   |
| Xorazm Viloyati             | Urganch             | 6.300           | 1.200.000 | 13  |
| Namangan Viloyati           | Namangan            | 7.900           | 1.862.000 | 6   |
| Navoiy Viloyati             | Navoiy              | 110.800         | 767.500   | 7   |
| Qashqadaryo Viloyati        | Qarshi              | 28.400          | 2.029.000 | 8   |
| Qaraqalpaqstan Respublikasi | Nukus               | 160.000         | 1.200.000 | 14  |
| Samarqand Viloyati          | Samarqand           | 16.400          | 2.322.000 | 9   |
| Sirdaryo Viloyati           | Guliston            | 5.100           | 648.100   | 10  |
| Surxondaryo Viloyati        | Termez              | 20.800          | 1.676.000 | 11  |
| Toshkent Viloyati           | Toshkent (Tashkent) | 15.300          | 4.450.000 | 12  |
| Toshkent Shahri             | Toshkent (Tashkent) | Không dữ liệu   | 2.205.000 | 1   |

Số thống kê cho Toshkent Viloyati cũng gồm số thống kê của Toshkent Shahri.

## Kinh tế
Cùng với nhiều nền kinh tế của các quốc gia thuộc Cộng đồng các quốc gia độc lập khác, kinh tế Uzbekistan gần đây có mức độ phát triển kinh tế rất cao, tới 9.1% trong quý đầu năm 2007, và mức lạm phát thấp 2.9%. Tính đến năm 2016, GDP của Uzbekistan đạt 66,797 tỉ USD, đứng thứ 74 thế giới, đứng thứ 26 châu Á và đứng thứ 2 Trung Á sau Kazakhstan.
Uzbekistan là quốc gia có mức GNI trên đầu người năm 2019 là $1,800US và Sức mua tương đương đạt US$7450. Sản xuất kinh tế tập trung ở hàng tiêu dùng: Uzbekistan hiện là nước sản xuất lớn thứ tư thế giới và là nước xuất khẩu bông lớn thứ hai thế giới, thứ bảy thế giới về sản xuất vàng. Theo vùng, đây cũng là nước sản xuất khí gas, đồng, than, dầu mỏ, bạc và uranium khá quan trọng. Nông nghiệp đóng góp khoảng 37% GDP và sử dụng 44% nguồn nhân lực. Tình trạng thất nghiệp và thiếu việc làm được ước tính dưới 20%.

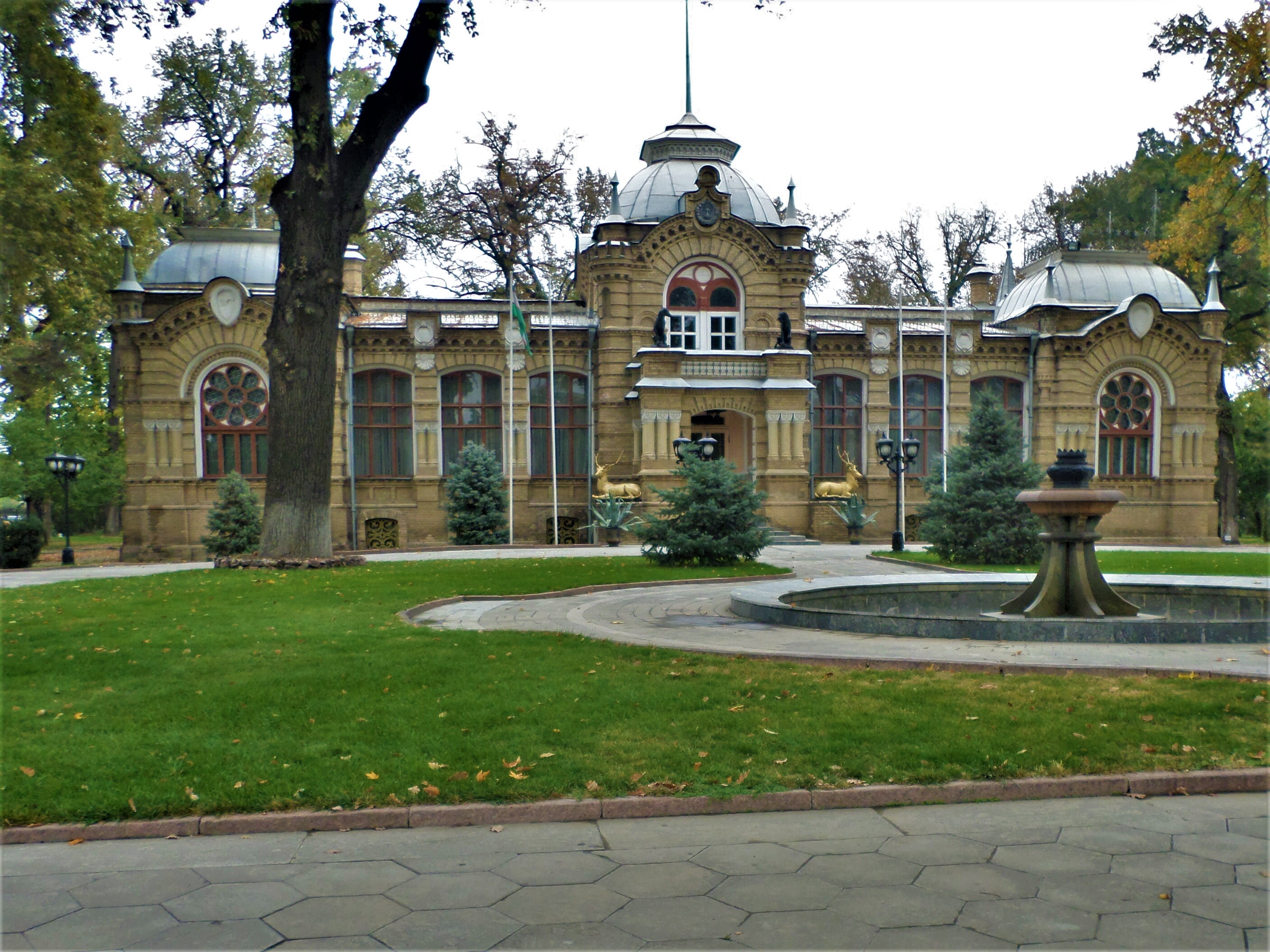
Tashkent, thủ đô Uzbekistan.

Đối mặt với nhiều thách thức kinh tế từ khi giành lại độc lập, chính phủ đã chấp nhận một chiến lược cải cách mang tính cách mạng, với sự nhấn mạnh trên sự kiểm soát của nhà nước, giảm nhập khẩu và tự cung cấp trong lĩnh vực năng lượng. Từ năm 1994, các phương tiên truyền thông thuộc quản lý của nhà nước đã nhiều lần tuyên bố sự thành công của "Mô hình Kinh tế Uzbek" này coi đó là ví dụ duy nhất về sự chuyển tiếp êm ả sang nền kinh tế thị trường, tránh được tình trạng sốc, sự bần cùng hóa và sự trì trệ.
Chiến lược cải cách dần dần đã khiến nhiều kế hoạch cải cách cơ cấu và kinh tế vĩ mô bị trì hoãn. Chính quyền trong tay giới công chức quan liêu vãn giữ ảnh hưởng mạnh trong nền kinh tế. Tham nhũng lan tràn xã hội: Chỉ số Nhận thức Tham nhũng Uzbekistan năm 2005 là 137 trong số 159 quốc gia. Một báo cáo tháng 2 năm 2006 về nước này của Nhóm Khủng hoảng Quốc tế đã viết về một khía cạnh của tình trạng tham nhũng này:
Đa phần tăng trưởng GDP Uzbekistan xuất phát từ giá cả cao của những loại hàng xuất khẩu quan trọng, đặc biệt là vàng, bông và nguồn thu ngày càng tăng từ khí gas, nhưng nguồn thu này chỉ được phân chia trong một nhóm rất nhỏ cầm quyền, đại đa số nhân dân có rất ít hoặc không một chút nào từ các khoản thu này..
Theo Economist Intelligence Unit, "chính phủ tỏ thái độ kiên quyết không cho phép phát triển một lĩnh vực tư nhân độc lập, lĩnh vực họ không thể kiểm soát"  Lưu trữ ngày 16 tháng 12 năm 2008 tại Wayback Machine. Vì thế, giới trưởng giả nói chung và tầng lớp trung lưu nói riêng, đang bị cách ly về mặt kinh tế, và vì thế, cả với chính trị.
Các chính sách kinh tế đã làm nản lòng giới đầu tư, với mức đầu tư trên đầu người ở mức thấp nhất trong Cộng đồng các quốc gia độc lập. Trong nhiều năm, rào cản lớn nhất với các công ty nước ngoài muốn vào thị trường Uzbek là sự khó khăn trong chuyển đổi tiền tệ. Năm 2003, chính phủ đã chấp nhận những bắt buộc của Điều VIII của Quỹ Tiền tệ Quốc tế, cho phép tự do chuyển đổi tiền tệ. Tuy nhiên, những biện pháp quản lý tiền tệ chặt chẽ và kiểm soát biên giới đã khiến những hiệu quả mang lại của việc này không lớn.
Lạm phát, dù ở mức thấp hơn thời gian giữa thập niên 1990, vẫn còn cao cho tới tận năm 2003 (ước tính 50% năm 2002, 21.9% năm 2003). Các chính sách kinh tế chặt chẽ năm 2004 đã khiến lạm phát giảm mạnh, xuống còn 3.8% (tuy nhiên những ước tính khác dựa trên rổ thị trường thực ở mức 15%).
Tuy nhiên, sự giảm lạm phát dường như chỉ thoảng qua, bởi theo ước tính của IMF về chỉ số giá tiêu thụ dựa trên lạm phát tại Uzbekistan năm 2005 là 14.1%.
Chính phủ Uzbekistan hạn chế nhập khẩu bằng nhiều cách, gồm cả đánh thuế nhập khẩu cao. Các loại thuế áp dụng mang tính phân biệt cao để bảo vệ các sản phẩm sản xuất trong nước. Các mức thuế chính thức được công thêm các khoản không chính thức, các khoản phí mang tính phân biệt khiến tổng số tiền phải trả lên tới 100 hay 150 phần trăm giá trị thực của sản phẩm, khiến những sản phẩm nhập khẩu có giá thành không thể chấp nhận với người tiêu dùng. Thay thế xuất khẩu là một chính sách được tuyên bố chính thức và chính phủ đã lấy làm hãnh diện thông báo con số hàng tiêu dùng nhập khẩu đã giảm hai lần. Một số quốc gia thuộc cộng đồng các quốc gia độc lập được chính thức miễn trừ các khoản thuế nhập khẩu của Uzbekistan.
Kinh doanh tại Uzbekistan không đơn giản. Nó đòi hỏi nhiều đầu tư và mối quan hệ với tầng lớp cầm quyền. Tuy nhiên, lợi nhuận hàng năm có thể thu được sẽ ở trong khoảng 30-40%. Lĩnh vực đầu tư mang lại nhiều lợi nhuận nhất hiện tại là bất động sản. Trong năm 2006, bất động sản đã tăng trưởng tới 80%.

## Nhân khẩu

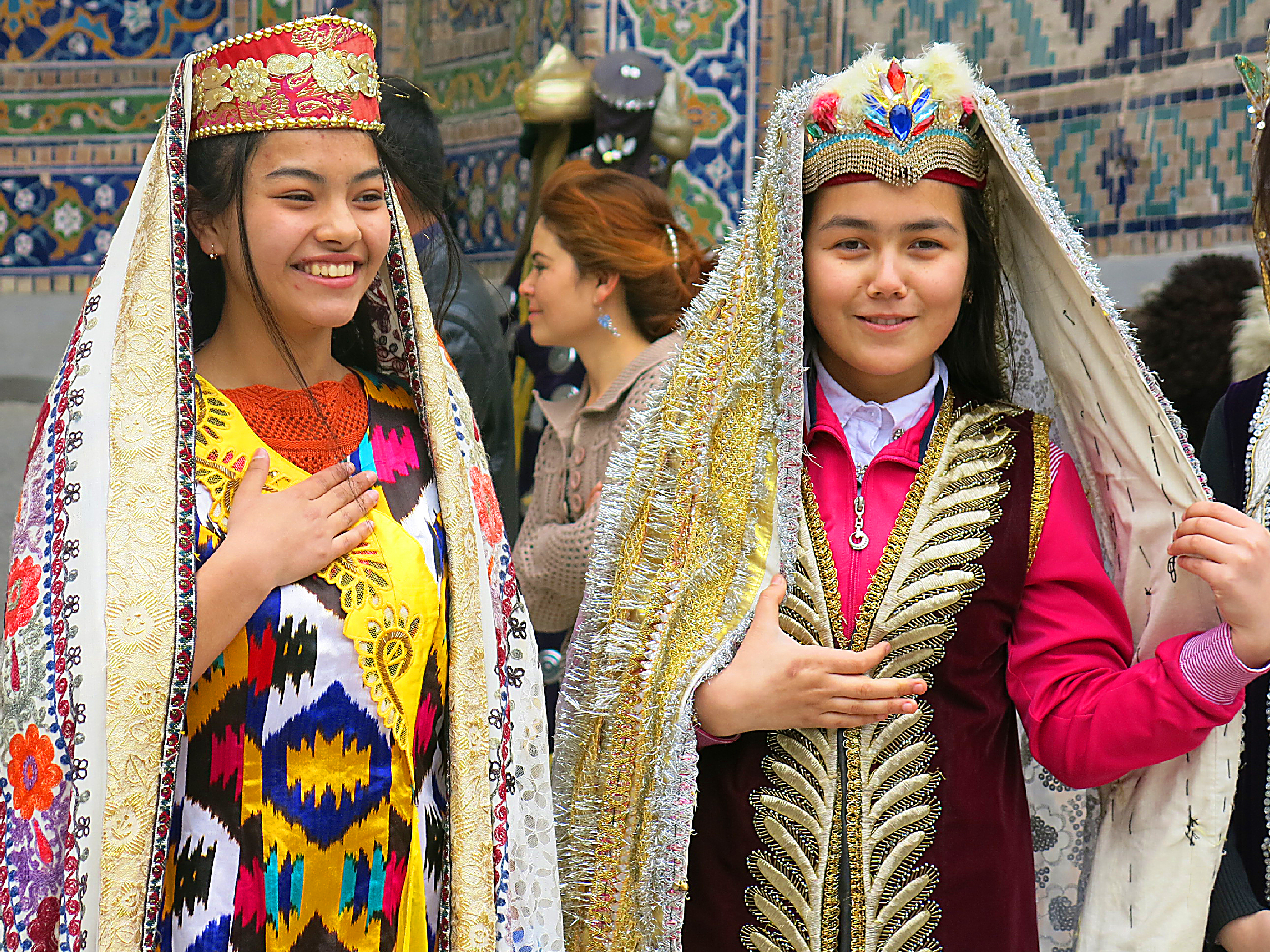
Hai cô gái Uzbek tại Samarcanda

Uzbekistan là nước đông dân nhất vùng Trung Á. Dân số nước này ước tính đạt 37,5 triệu người .
, tập trung tại phía nam và phía đông đất nước, chiếm tới gần một nửa dân số trong vùng. ; đa số dân cư nước này tham gia vào ngành nông nghiệp bông tại các hợp tác xã nhỏ (kolkhozy). 
Như vậy, mức tăng trưởng dân số năm 2024 là 2%, tức là 743,4 nghìn người. Dữ liệu này được Cơ quan Thống kê dưới thời Tổng thống Uzbekistan trình bày. Trong tổng dân số, 18,9 triệu người (50,4%) là nam giới và 18,6 triệu người (49,6%) là nữ giới. Phần lớn dân số là người Uzbek, chiếm 84,4% dân số. Uzbekistan là một nước cộng hòa đa quốc gia, có khoảng 130 quốc tịch và nhóm dân tộc sinh sống.
Giống như các quốc gia Trung Á khác, dân số của Cộng hòa Uzbekistan tương đối "trẻ", phần lớn trong số họ ở độ tuổi lao động. 42% tổng dân số là những người trẻ tuổi dưới độ tuổi lao động, 51% trong độ tuổi lao động, 7% lớn hơn độ tuổi lao động.
Người Uzbek chiếm đa số dân (84,4%). Các nhóm sắc tộc khác gồm người Nga 5.5%, Tajik 5%, Kazakh 3%, Karakalpak 2.5%, và Tata 1.5%. Cũng có một nhóm sắc tộc người Triều Tiên đã bị buộc phải di dời tới Uzbekistan theo lệnh của Stalin trong thập niên 1930. 88% dân số là tín đồ Hồi giáo (chủ yếu thuộc dòng Sunni, với nhóm thiểu số 5% Shi'a), 9% Nhà thờ chính thống Phương đông và 3% theo những đức tin khác. Theo Báo cáo Tự do Tôn giáo Quốc tế năm 2004 của Bộ ngoại giao Mỹ 0.2% dân số theo Đạo Phật (những người này thuộc cộng đồng Triều Tiên). Tương tự, ước tính 93.000 người Do thái từng sống tại Uzbekistan đầu thập niên 1990 (nguồn Thư viện Quốc hội Nghiên cứu Quốc gia).
Thành phần dân tộc của dân số Uzbekistan năm 2021:
- Người Uzbek 29,2 triệu người, chiếm 84,4% dân số.
- Người Tajik 1,7 triệu người.
- Người Kazakh 821,2 nghìn người.
- Người Karakalpak 752,7 nghìn người.
- Người Nga 720,3 nghìn người.
- Người Kyrgyz 291,6 nghìn người.
- Người Turkmen 206,2 nghìn người.
- Người Tatar 187,3 nghìn người.
- Người Hàn Quốc 174,2 nghìn người.
- Người Ukraina 67,9 nghìn người.
- Người Azerbaijan 41,2 nghìn người.
- Người Belarus 18,5 nghìn người.
- Các quốc tịch khác: 426,4 nghìn người [39]

## Ngôn ngữ
Tiếng Uzbek là ngôn ngữ chính thức duy nhất của quốc gia. Mọi công dân Uzbekistan đều tôn trọng và coi trọng ngôn ngữ nhà nước của đất nước. Theo Dự án Joshua, tiếng Uzbek được hơn 50 triệu người trên thế giới sử dụng như ngôn ngữ bản địa, khiến tiếng Uzbek trở thành ngôn ngữ Turkic được sử dụng rộng rãi thứ hai sau tiếng Thổ Nhĩ Kỳ 
Tiếng Nga được coi là ngôn ngữ thứ hai của công dân Uzbekista. Theo dân tộc học, 40% dân số Uzbekistan nói tiếng Nga.
Tiếng Tajik được sử dụng rộng rãi tại thành phố Samarkand và Bukhara. 

## Giáo dục
Uzbekistan có tỷ lệ biết chữ cao: 99,9% người lớn trên 15 tuổi có thể đọc và viết. Học sinh đi học từ thứ Hai đến thứ Bảy trong năm học và giáo dục chính quy kết thúc vào cuối lớp 11. Theo Cơ quan Thống kê Uzbekistan, số lượng các cơ sở giáo dục phổ thông tại Uzbekistan vào đầu năm học 2022/2023 là 10.522. Một số trường trung học, trường chuyên, trường chuyên, trường trung học phổ thông, trường trung học phổ thông, trường trung học chuyên nghiệp và trường trung học ngôn ngữ và kỹ thuật đã được thành lập gần đây. Giáo dục nghề trung học được cung cấp tại các trường chuyên nghiệp hoặc kỹ thuật, trường trung học phổ thông hoặc trường cao đẳng và trường dạy nghề. Vào đầu năm học 2022/2023, tỷ lệ học sinh nam trong số học sinh tại các cơ sở giáo dục trung học phổ thông là 51,3%, trong khi tỷ lệ học sinh nữ là 48,7%.
Có rất nhiều trường đại học, viện, học viện, nhạc viện, cao đẳng và các cơ sở giáo dục đại học tại Uzbekistan. Có ba cấp độ chính: giáo dục đại học cơ bản, cung cấp nền tảng cho lĩnh vực học tập đã chọn và dẫn đến bằng cử nhân; giáo dục đại học chuyên ngành, trong đó sinh viên được cấp bằng chuyên gia; và giáo dục đại học khoa học và sư phạm, dẫn đến bằng thạc sĩ. Giáo dục sau đại học có thể dẫn đến bằng ứng viên khoa học và bằng tiến sĩ khoa học (PhD). Với việc thông qua Luật Giáo dục và Giáo dục Đại học, một khu vực tư nhân đã được thành lập và nhiều tổ chức tư nhân khác nhau đã được cấp phép..
Tại Uzbekistan, chi tiêu công cho giáo dục chiếm 5,6% GDP năm 2019 và 6,2% GDP năm 2021. Năm 2019, phần lớn chi tiêu cho giáo dục được chi cho giáo dục trung học (khoảng 65%), giáo dục mầm non (21%), giáo dục đại học (10%) và giáo dục đặc biệt trung học (4%).
Năm 2023, UNICEF đã hỗ trợ Chính phủ Uzbekistan xây dựng Lộ trình cải cách giáo dục, nhằm mục đích tập hợp các nỗ lực của Chính phủ, các đối tác phát triển, giáo viên, phụ huynh, học sinh và cộng đồng trường học để đạt được các mục tiêu chiến lược được nêu ra cho nền giáo dục chất lượng mang tính chuyển đổi .

## Cơ sở hạ tầng

### Viễn thông
Theo số liệu chính thức, tính đến 1 tháng 7 năm 2007, có 3,7 triệu người sử dụng điện thoại di động ở 
Uzbekistan (nguồn từ Tổ chức Viễn thông và Thông tin Uzbekistan (UzACI) và UzDaily.com). Đơn vị kinh doanh dịch vụ di động lớn nhất (tính theo số khách hàng) là MTS-Uzbekistan (trước là Uzdunrobita và là chi nhánh của Russian Mobile TeleSystems). Tiếp theo là Beeline(là một chi nhánh của công ty Beeline của Nga) và Coscom  (do US MCT Corp. sở hữu, nhưng có thông tin cho rằng TeliaSonera đang mua lại công ty này).
Tính đến 1 tháng 7 năm 2007, số người sử dụng internet ở Uzbekistan ước tính là 1,8 triệu, theo thống kê của UzACI.

### Vận tải
Tashkent, thủ đô và là thành phố lớn nhất nước, có ba đường tàu điện ngầm được xây dựng năm 1977, và mở rộng năm 2001 mười năm sau khi giành lại độc lập từ Liên bang Xô viết. Có tàu điện, xe buýt và trolleybus (xe buýt chạy nối với hệ thống dây điện bên trên) do chính phủ điều hành chạy khắp thành phố. Tương tự, có nhiều xe tắc xi cả xe có đăng ký và xe dù. Các nhà máy sản xuất ô tô tại Uzbekistan đang làm ra những chiếc xe hiện đại. Chính phủ hỗ trợ việc sản xuất xe hơi và công ty Daewoo Hàn Quốc. Chính phủ Uzbek có 50% cổ phần của Daewoo năm 2005 với trị giá không được tiết lộ vào tháng 5 năm 2007 UzDaewooAuto, công ty sản xuất ô tô, đã ký kết thỏa thuận chiến lược với General Motors-Daewoo Auto and Technology (GMDAT). Chính phủ cũng mua cổ phần của công ty Koc in SamKocAuto, công ty sản xuất xe buýt và xe tải nhỏ Thổ Nhĩ Kỳ. Tiếp đó, chính phủ đã ký thỏa thuận với Isuzu Motors Nhật Bản để sản xuất xe buýt và xe tải.
Những tuyến đường sắt nối liền các thị trấn bên trong Uzbekistan cũng như với các nước cộng hòa cũ thuộc Liên bang Xô viết. Hơn nữa, sau khi giành lại độc lập hai hệ thống tàu hỏa chạy nhanh đã được thiết lập. Tương tự, đã có một nhà máy chế tạo máy bay lớn thời Xô viết, Nhà máy Sản Xuất Hàng không Tashkent Chkalov, hay ТАПОиЧ trong tiếng Nga. Nhà máy này bắt đầu được xây dựng trong Thế Chiến II, khi các cơ sở chế tạo được di dời về phía nam và phía đông để tránh rơi vào tay các lực lượng Phát xít Đức. Cho tới tận cuối thập niên 1980, nhà máy là một trong những trung tâm sản xuất máy bay hàng đầu tại Liên bang Xô viết, nhưng do sự sụp đổ của Liên Xô các thiết bị của nhà máy dần trở nên lỗi thời, và đa số công nhân đã bỏ việc. Hiện nhà máy chỉ sản xuất vài chiếc máy bay mỗi năm, nhưng với sự chú ý từ các công ty Nga tới nhà máy này, hiện có tin đồn rằng các kế hoạch tái khôi phục đang chuẩn bị thực thi.

### Tuyến đường sắt cao tốc
Hiện tại, đường sắt cao tốc ở Uzbekistan bao gồm 600 km đường ray và được vận hành bằng thiết bị Talgo 250. Tuyến đường sắt cao tốc dài 600 km (373 dặm) kết nối Tashkent và Bukhara, hai thành phố lớn ở Uzbekistan. Tuyến đường sắt này đi qua sáu khu vực: Tashkent, Sirdaryo (tỉnh), Jizzakh, Samarkand, Navoiy và Bukhara. Tàu chạy hàng ngày dưới thương hiệu Afrosiyob. Tuyến đường ban đầu kết nối Tashkent với Samarkand, nhưng một phần mở rộng đến Bukhara đã được mở vào ngày 25 tháng 8 năm 2016. Hành trình dài 600 km (373 dặm) từ Tashkent đến Bukhara hiện mất 3 giờ 20 phút thay vì 7 giờ .

### Hàng không dân dụng
Sau khi Cộng hòa Uzbekistan tuyên bố độc lập, theo Sắc lệnh của Tổng thống Cộng hòa Uzbekistan ngày 28 tháng 1 năm 1992, Hãng hàng không quốc gia Uzbekistan Airways được thành lập trên cơ sở Cục Hàng không dân dụng Uzbekistan, thuộc thẩm quyền của Bộ Hàng không dân dụng trước đây của Liên bang. Vận tải hàng không là một trong những ngành hàng đầu của nền kinh tế Uzbekistan, phục vụ cho sự phát triển của các mối quan hệ quốc tế, kinh tế, ngoại giao, văn hóa của đất nước với thế giới bên ngoài . Tại Tashkent, Nukus, Samarkand, Bukhara, Urgench, Termez, Qarshi, Namangan, Fergana, Navoiy có các sân bay được trang bị thiết bị hiện đại. Sân bay quốc tế Tashkent là sân bay quốc tế lớn nhất trong khu vực Trung Á. Hãng hàng không quốc gia Uzbekistan Airways thường xuyên thực hiện 20 chuyến bay quốc tế. 44 văn phòng đại diện đã được mở tại các thành phố của Châu Âu, Châu Mỹ, Đông Nam Á và các nước CIS. Trong những năm giành được độc lập, Chính phủ Cộng hòa Uzbekistan đã phân bổ 1 tỷ 200 triệu đô la cho ngành hàng không. Các khoản đầu tư trị giá hàng đô la Mỹ đã được thực hiện và một cơ sở hạ tầng hiện đại đã được xây dựng. Tất cả các chuyến bay quốc tế đều được thực hiện trên máy bay Boeing 767/757, A-310, U-85. Hãng hàng không quốc gia Uzbekistan Airways hợp tác với các công ty lớn của Châu Âu Airbus Industry, các công ty Mỹ Boeing, văn phòng thiết kế Nga Ilyushin, các công ty Đức và Pháp trong nhiều lĩnh vực khác nhau.

### Môi trường
Tình hình môi trường hiện tại tại Uzbekistan là một mối lo ngại trong cộng đồng quốc tế. Hàng thập kỷ áp dụng các chính sách mang tư duy sai lầm thời Xô viết nhằm mở rộng tối đa diện tích trồng bông đã mang lại một thảm họa thiên nhiên cho nước này. Công nghiệp nông nghiệp dường như là yếu tố chính gây ô nhiễm và xuống cấp không khí và nước.
Thảm hoạ Biển Aral chính là một ví dụ kinh điển. Một vấn đề còn lại ai là người chịu trách nhiệm cho thảm họa này: các nhà khoa học và chính trị Xô viết những người đã ra lệnh ngăn nước dẫn tới bắt đầu thảm họa trong thập niên sáu mươi, hay những chính sách thời hậu Xô viết khi việc thiếu tiền xây dựng các đập chắn và hệ thống tưới tiêu là nguyên nhân. Biển Aral từng là biển nội địa lớn thứ tư trên Trái đất, hoạt động như một yếu tố điều hòa độ ẩm không khí.
Từ thập niên 1960, khi việc sử dụng sai lầm nguồn nước Biển Aral bắt đầu, Biển Aral đã giảm 50% diện tích, và giảm thể tích chỉ còn một phần ba. Những dự liệu đáng tín cậy và chính xác nhất vẫn chưa được thu thập, lưu trữ hay cung cấp bởi bất kỳ một tổ chức hay cơ quan chính thức nào. Số lượng con người và động vật bị ảnh hưởng bởi thảm họa này chỉ có thể được ước đoán. Vì vấn đề Biển Aral, tình trạng tập trung độ mặn cao là điều bình thường tại Uzbekistan. Đa số các nguồn nước của quốc gia này được dùng cho nông ngiệp, chiếm gần 94% sự sử dụng nước. Cùng với đó là việc phải đầu tư, sử dụng rất nhiều thuốc trừ sâu và phân bón.

## Quân đội
Uzbekistan sở hữu lực lượng quân sự lớn nhất vùng Trung Á, với khoảng 65.000 quân nhân. Cơ cấu của lực lượng này được thừa kế từ các lực lượng vũ trang Xô viết, dù nó đang nhanh chóng chuyển đổi trở thành một tổ chức đã được tái cơ cấu hoàn toàn, và cuối cùng sẽ được xây dựng xung quanh các lực lượng hạng nhẹ và lực lượng đặc biệt. Trang bị của Các lực lượng vũ trang Uzbek không hiện đại, và công tác huấn luyện, tuy có được cải thiện nhưng không đồng nhất và thích đáng để đáp ứng cho nhiệm vụ bảo vệ an ninh lãnh thổ mới. Chính phủ đã chấp nhận các biện pháp quản lý vũ khí của Liên Xô cũ, thừa nhận Hiệp ước Không Phổ biến Vũ khí Hạt nhân (với tư cách nước phi hạt nhân), và ủng hộ một chương trình Cơ quan Giảm nhẹ Đe dọa Quốc phòng (DTRA) của Hoa Kỳ tại tây Uzbekistan (Nukus và Đảo Vozrozhdeniye). Chính phủ Uzbekistan chi khoảng 3.7% GDP cho quân đội nhưng có được viện trợ Tài chính Quân sự Nước ngoài (FMF) cùng khác khoản hỗ trợ an ninh ngày càng lớn khác từ năm 1998. Uzbekistan đã chấp nhận yêu cầu của Sở chỉ huy Trung ương Hoa Kỳ cho phép sử dụng một căn cứ không quân quân sự có vai trò sống còn, Căn cứ không quân Karshi-Khanabad, phía nam Uzbekistan sau các vụ tấn công ngày 11 tháng 9 năm 2001. Sau vụ Thảm sát Andijan và phản ứng sau đó của Hoa Kỳ, Uzbekistan đã yêu cầu quân Mỹ rút khỏi các căn cứ không quân này. Những quân nhân Mỹ cuối cùng rời Uzbekistan tháng 11 năm 2005.

## Quan hệ ngoại giao
Uzbekistan gia nhập Cộng đồng các quốc gia độc lập vào tháng 12 năm 1991. Tuy nhiên, họ phản đối việc phục hồi và rút lui khỏi thỏa thuận an ninh tập thể của cộng đồng năm 1999. Từ thời điểm đó, Uzbekistan đã tham gia vào lực lượng gìn giữ hòa bình của Cộng đồng tại Tajikistan và trong những nhóm do Liên hiệp quốc tổ chức nhằm giải quyết những cuộc xung đột Tajik và Afghan, mà họ coi là những nguy cơ tiềm tàng cho sự ổn định của mình.
Trước kia có quan hệ gần gũi với Washington (mối quan hệ mang lại cho Uzbekistan nửa tỷ dollar viện trợ năm 2004, khoảng một phần tư ngân sách quân sự của họ), chính phủ Uzbekistan đã hạn chế việc sử dụng căn cứ quân sự tại Karshi-Khanabad cho những chiến dịch tấn công vào nước Afghanistan láng giềng của Hoa Kỳ).
Uzbekistan từng là nước nhiệt thành ủng hộ các nỗ lực của Hoa Kỳ chống chủ nghĩa khủng bố trên thế giới và đã gia nhập liên minh quân sự ở cả Afghanistan và Iraq. Quan hệ giữa Uzbekistan và Hoa Kỳ đã bắt đầu xấu đi sau cái gọi là "những cuộc cách mạng màu" tại Georgia và Ukraina (và ở mức độ thấp hơn là Kyrgystan). Khi Hoa Kỳ lên tiếng cùng cộng đồng đòi hỏi tiến hành một cuộc điều tra quốc tế về những sự kiện đẫm máu tại Andijon, mối quan hệ xấu đi nhanh chóng và Tổng thống Islam Karimov đã thay đổi liên kết chính trị chuyển sang gần gũi hơn với nước Nga và Trung Quốc, những nước đã không chỉ trích những vị lãnh đạo Uzbekistan vì cái gọi là những hành động vi phạm nhân quyền.
Cuối tháng 7 năm 2005, chính phủ Uzbekistan đã ra lệnh cho quân Mỹ rút khỏi một căn cứ không quân tại Karshi-Kanabad (gần biên giới Uzbek với Afghanistan) trong 180 ngày. Karimov đã đề xuất cho phép Hoa Kỳ sử dụng căn cứ này ngay sau vụ khủng bố 11 tháng 9. Một số người Uzbek cũng tin rằng các cuộc tuần hành tại Andijan có sự ảnh hưởng phía sau của Mỹ và Anh trong vùng Andijan. Vì thế, đây là một lý do khác cho sự thù địch giữa Uzbekistan và phương Tây.
Uzbekistan là một thành viên Liên hiệp quốc (từ ngày 2 tháng 3 năm 1992), Hội đồng Cộng tác Euro-Atlantic, Cộng tác vì Hòa bình, và Tổ chức An ninh và Hợp tác châu Âu (OSCE). Nước này cũng là một thành viên của Tổ chức Hội nghị Hồi giáo (OIC) và Tổ chức Hợp tác Kinh tế (gồm năm quốc gia Trung Á, Azerbaijan, Thổ Nhĩ Kỳ, Iran, Afghanistan, và Pakistan). Năm 1999, Uzbekistan gia nhập liên minh GUAM (Georgia, Ukraina, Azerbaijan và Moldova), được thành lập từ năm 1997 (biến nó thành GUUAM), nhưng đã rút lui năm 2005. Uzbekistan cũng là một thành viên của Tổ chức Hợp tác Thượng Hải (SCO) và đã đứng ra tổ chức Cơ cấu Chống Khủng bố cấp Vùng (RATS) của SCO tại Tashkent. Uzbekistan cũng đã gia nhập Tổ chức Hợp tác Trung Á (CACO) năm 2002. CACO gồm Uzbekistan, Tajikistan, Kazakhstan, và Kyrgyzstan. Nước này là thành viên sáng lập và hiện vẫn tham gia Liên minh Trung Á, cùng Kazakhstan và Kyrgyzstan, tháng 3 năm 1998 Tajikistan cũng gia nhập tổ chức này.
Tháng 9, UNESCO đã bày tỏ ý định trao cho Islam Karimov một giải thưởng về sự bảo tồn nền văn hóa và truyền thống phong phú của Uzbekistan. Dù vị Tổng thống này vẫn bị phương tây chỉ trích, đây có thể coi là một dấu hiệu cải thiện quan hệ giữa Uzbekistan và phương Tây.
Tháng 10 năm 2006 có lẽ là thời điểm Uzbekistan không còn bị phương Tây cô lập. EU gần đây đã thông báo họ có kế hoạch gửi các đoàn đại biểu tới Uzbekistan để đàm phán về nhân quyền và tự do sau một giai đoạn quan hệ thù địch khá dài giữa hai bên. Dù sự thực về Vụ thảm sát Andijan vẫn chưa được khám phá, EU đã bày tỏ quan tâm tới việc giảm bớt các biện pháp trừng phạt kinh tế chống Uzbekistan. Tuy nhiên, trong cộng đồng dân cư Uzbek quan điểm chung vẫn cho rằng chính phủ sẽ bảo vệ lập trường của mình và giữ quan hệ bền chặt với Liên bang Nga và tiếp tục chỉ trích rằng những cuộc tuần hành phản kháng năm 2004-2005 tại Uzbekistan có bàn tay xúi giục của Hoa Kỳ và Anh Quốc.

## Văn hóa

### Tôn giáo
| Tôn giáo tại Uzbekistan (2004) | Tôn giáo tại Uzbekistan (2004) | Tôn giáo tại Uzbekistan (2004) | Tôn giáo tại Uzbekistan (2004) | Tôn giáo tại Uzbekistan (2004) |
| ------------------------------ | ------------------------------ | ------------------------------ | ------------------------------ | ------------------------------ |
| Tôn giáo                       | Tôn giáo                       |                                | Tỷ lệ                          | Tỷ lệ                          |
| Hồi giáo                       | Hồi giáo                       |                                | 88%                            | 88%                            |
| Chính thống giáo Đông Phương   | Chính thống giáo Đông Phương   |                                | 9%                             | 9%                             |
| Tôn giáo khác                  | Tôn giáo khác                  |                                | 3%                             | 3%                             |

Truyền thống và giá trị quốc gia Uzbek – dân tộc và đạo đức – đã hướng đến từ thời xa xưa — bảo vệ gia đình khỏi sự tan rã và suy thoái, tôn trọng, tôn kính và quyền lực của các thế hệ trước và lòng hiếu khách đối với người nước ngoài.
của người Uzbek tươi sáng và độc đáo, được hình thành qua hàng ngàn năm và tiếp thu truyền thống,phong tục của các dân tộc sinh sống trên lãnh thổ Uzbekistan hiện đại vào các thời điểm khác nhau. Người Ba Tư, Hy Lạp,  bộ lạc Thổ Nhĩ Kỳ du mục, người Ả Rập và người Nga đã đóng góp vào đó. Truyền thống của Uzbekistan đa quốc gia được phản ánh trong âm nhạc, điệu nhảy, hội họa, nghệ thuật ứng dụng, ngôn ngữ, ẩm thực và trang phục. Văn hóa Uzbekistan là tinh hoa của nền văn hóa Trung Á, nhưng đồng thời, mỗi vùng của Uzbekistan đều có những sắc thái riêng biệt, thể hiện rõ nhất ở trang phục dân tộc và phương ngữ địa phương.

### Di sản thế giới của UNESCO
Uzbekistan có năm di sản văn hóa và hai di sản thiên nhiên trong danh sách Di sản thế giới của UNESCO. Các di tích văn hóa là:
- Itchan Kala (Khiva), được thêm vào năm 1990
- Trung tâm lịch sử Bukhara, được thêm vào năm 1993
- Trung tâm lịch sử Shahrisabz, được thêm vào năm 2000
- Samarkand – Ngã tư văn hóa, được thêm vào năm 2001
- Con đường Tơ lụa: Hành lang Zarafshan-Karakum, được thêm vào năm 2023[63][64]

Các di tích tự nhiên là:
- Tây Tien-Shan, được thêm vào năm 2016
- Sa mạc mùa đông lạnh giá của Turan, được thêm vào năm 2023[65]

Hồi giáo là đến nay là tôn giáo chiếm ưu thế ở Uzbekistan với 90% dân số trong khi 5% dân số theo Chính Thống giáo Nga, và 5% dân số theo tôn giáo khác. Tuy nhiên, một báo cáo nghiên cứu của tổ chức Pew Center vào năm 2009 cho biết có đến 96,3% dân số theo Hồi giáo. Ước tính có khoảng 93.000 người Do Thái giáo đã từng hiện diện tại quốc gia này.
Tuy là tôn giáo lớn nhất nước, nhưng sự thực hành đạo Hồi là rất ít. Có nhiều truyền thống Hồi giáo được thực hành tại Uzbekistan đã dẫn đến sự xung đột. Điều này đang làm Hồi giáo ở quốc gia này suy giảm nghiêm trọng. Sự chấm dứt quyền lực của Liên Xô tại Uzbekistan đã không mang lại một sự bùng nổ của trào lưu Hồi giáo chính thống, như nhiều người dự đoán, mà là một sự xa rời dần với giới luật và đức tin Hồi giáo.
Mặc dù hiến pháp duy trì quyền tự do tôn giáo, Uzbekistan vẫn duy trì lệnh cấm tất cả các hoạt động tôn giáo không được sự chấp thuận của nhà nước, đặc biệt là sự đối xử khắc nghiệt của chính quyền với các Kitô hữu, tín đồ Tin Lành. Song hai tôn giáo nêu trên vẫn là những tôn giáo khá phổ biến trong nhân dân.

### Thể thao
Uzbekistan có một nền thể thao đang nổi ở châu Á với những bộ môn từng phổ biến ở Liên Xô cũ như quần vợt, cờ vua và bóng đá. Với bóng đá thì đội tuyển quốc gia của họ đã tham dự cả bảy kì AFC Asian Cup gần nhất còn các cấp độ tuyển trẻ thì có đội U-23 từng vô địch Asian Games 1994 và U-23 châu Á 2018 còn U-20 từng giành ngôi Á quân giải châu lục năm 2008, cũng là thành tích mà đội U-17 đạt được năm 2010 và Cúp bóng đá U-17 châu Á năm 2025, chỉ khác là ở tại quê nhà Uzbekistan, trước khi lên ngôi vô địch lịch sử mùa kế tiếp trên đất Iran. Đội tuyển quốc gia Uzbekistan được coi là một trong những đội tuyển mạnh nhất ở lục địa châu Á và nằm trong mười đội bóng đá mạnh nhất châu Á và xếp hạng nhất ở khu vực Trung Á.
Eldor Shomurodov là một cầu thủ bóng đá người Uzbekistan chơi ở vị trí tiền đạo cho A.S. Roma. Vào ngày 2 tháng 8 năm 2021, A.S. Roma đã công bố việc chiêu mộ Shomurodov theo hợp đồng có thời hạn 5 năm trị giá 17,5 triệu euro cộng với tiền thưởng. Anh ra mắt 17 ngày sau đó trong trận đấu đầu tiên của José Mourinho với tư cách là huấn luyện viên, trên sân khách trước Trabzonspor, trong trận lượt đi vòng play-off UEFA Europa Conference League 2021-22 (Main path)|UEFA Europa Conference League. Sau đó, anh trở thành cầu thủ người Uzbekistan đầu tiên giành chiến thắng trong một giải đấu lớn của UEFA, khi câu lạc bộ của anh giành chiến thắng trong trận chung kết UEFA Europa Conference League 2022, trận đấu mà anh vào sân thay người vào phút cuối.
Năm 2025, cầu thủ quốc tế người Uzbekistan Abdukodir Khusanov, một trung vệ, đã chuyển từ Lens đến Manchester City theo hợp đồng có thời hạn bốn năm rưỡi, trở thành cầu thủ người Uzbekistan đầu tiên thi đấu tại Premier League.

### Quyền Anh
Quyền Anh cũng là một trong những môn thể thao phổ biến nhất ở Uzbekistan. Uzbekistan có bốn nhà vô địch Olympic, giành được hai huy chương bạc và tám huy chương đồng tại Thế vận hội ở môn thể thao này. Nước này cũng có những người giành huy chương quyền Anh khác tại Giải vô địch quyền Anh nghiệp dư châu Á, Đại hội thể thao châu Á và Giải vô địch thế giới. Tại Thế vận hội mùa hè 2016, đội quyền Anh Uzbekistan đã giành vị trí đầu tiên trong bảng xếp hạng huy chương, giành được 3 huy chương vàng, 2 huy chương bạc và 2 huy chương đồng. Tại Thế vận hội Mùa hè 2024, đội quyền Anh Uzbekistan đã đạt được thành tích thậm chí còn tốt hơn: năm võ sĩ quyền Anh Uzbekistan đã giành được huy chương vàng.

### Cờ vua
Đội tuyển quốc gia cờ vua Uzbekistan đã giành chiến thắng tại giải đấu mở rộng năm 2022 của Olympic cờ vua được tổ chức tại Chennai, Ấn Độ, sự kiện cờ vua cao nhất dành cho các quốc gia.